# Łuszniewo (gmina)
Łuszniewo (lub Luszniewo, od 1921 Mołczadź) – dawna gmina wiejska istniejąca do 1921 roku w woj. nowogródzkim (obecnie na Białorusi). Nazwa gminy pochodzi od wsi Łuszniewo (obecnie Luszniewo), lecz siedzibą gminy było miasteczko Mołczadnia (następnie Mołczadź; 1483 mieszk. w 1921 roku).
Na początku okresu międzywojennego gmina Łuszniewo należała do powiatu słonimskiego w woj. nowogródzkim. 9 września 1921 roku gminę przemianowano na gmina Mołczadź.